# Walter Gerteis
Walter Gerteis (* 6. April 1921 in Freiburg im Breisgau; † 17. November 1999) war ein deutscher Offizier und Bildhauer, der vor allem in Achern wirkte.

## Leben
Walter Gerteis’ erste „Ausstellung“ hatte er bereits im Alter von fünf Jahren: Von ihm geformte afrikanische Tierfiguren aus Plastilin wurden im Schaufenster einer Freiburger Spielwarenhandlung ausgestellt, Gerteis wurde mit weiterer Knetmasse und Geschenken belohnt. Im Acher- und Bühler Bote sagte er später darüber: „Es gab nie Spielzeug wie ich es wollte, deshalb habe ich mir meines selbst modelliert.“
Eine künstlerische Ausbildung musste jedoch aufgrund des Weltkriegs und von Heeresdienst erst einmal warten, er wurde eingezogen. Doch ein Studienurlaub 1941 führte ihn an die Karlsruher Kunstakademie in die Klasse von Otto Schießler. Dort begann für ihn laut eigener Aussage der Anfang zum Bildhauer. Schon nach dem Wintersemester musste er zurück an die Front. Aufgrund einer Verwundung kam er 1943 wieder zurück in die Heimat, er nahm Kontakt auf mit der Dresdner Kunstakademie. Bis 1947 war er in einem französischen Kriegsgefangenenlager, wo er sich künstlerisch betätigte und fehlende Werkzeuge selbst herstellte. Französische Offiziere gaben ihm Aufträge und bezahlten ihn mit Lebensmitteln, die ihm das Überleben sicherten.
In den 1950er Jahren bekam er einige Aufträge, aber seine finanzielle Situation wurde aufgrund des „Wirtschaftswunders“ unbefriedigender, und er entschloss sich, zur Bundeswehr zu gehen. Zwischen 1956 und 1978 war er aktiver Offizier. Doch an den Wochenenden und im Urlaub ging er weiterhin der Kunst nach. 1968 kam er nach Achern und ließ sich dort nieder. Bis 1968 war er Standortkommandant der Bundeswehrgarnison in der örtlichen Markgraf-Ludwig-Wilhelm-von-Baden-Kaserne. Die letzten Jahre im Dienst der Bundeswehr war er Dezernent im Stab des Territorialkommandos Süd in Stuttgart und Heidelberg. 1978 wurde er in den Ruhestand versetzt und blieb endgültig in Achern. Er unterhielt bis 1989 ein Atelier in Sasbach. Auch in dieser Gemeinde sind noch einige seiner Werke zu besichtigen. Dort restaurierte er z. B. die „Heilige Brigitta“, ein Holzrelief von 1453, und ein Friedhofskreuz von 1547.
Bei der Errichtung des neuen Bahnhofs in Achern bekam er einen Auftrag der Deutschen Bahn. Dort visualisierte er an beiden Aufgängen die Geschichte der Badischen Hauptbahn von 1843 bis zur Fertigstellung des Reliefs 1993 aus Terrakottaziegeln: Die erste Lokomotive durch Achern, Revolutionäre von 1848, Soldat im Ersten Weltkrieg, die zerstörte Rheinbrücke bei Straßburg, Signalwärter und einen ICE.

## Werk
(Auswahl)

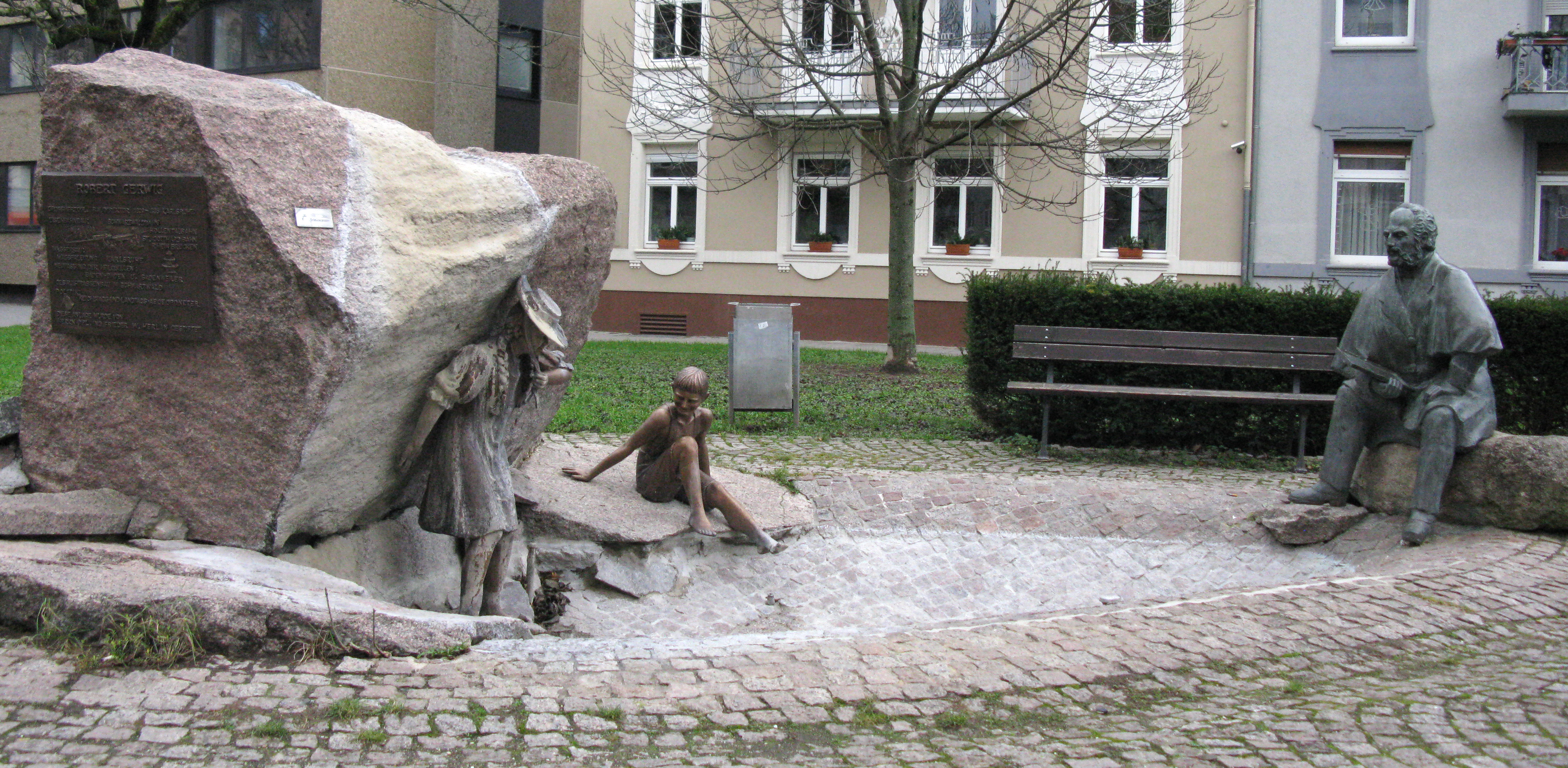
Gerwigbrunnen in der Karlsruher Gerwigstraße

- Reliefporträt des „Türkenlouis“ am Eingang der Markgraf-Ludwig-Wilhelm-von-Baden-Kaserne, Achern, 1968
- Glasbetonwand Volksbank Sasbach, 1968
- Gerwig-Brunnen in Karlsruhe, 1987
- Heinrich-Hertz-Gedenktafel für den Südwestfunk
- „Hänsel, Gretel und Hexe vor dem Knusperhäuschen“, Achern, am Spielwarengeschäft Burger-Götz
- Bronzeplastik „Rettet die Schöpfung“ am Rathausplatz Achern, 1990
- Bubenbrunnen und Nixenbrunnen, Achern
- Brunnen mit einer Zwetschgenkomposition, Bühl
- Betonrelief in der Fautenbacher Fußgängerunterführung, 1991
- Plastik des Malers Toni Merz vor dem heutigen Toni-Merz-Museum in Obersasbach, 1994
- Viele Medaillen wie die Theodor-Heuss-Medaille, Simplizissimus-Medaille, Medaille für den „Acherner Lesekönig“

## Auszeichnungen
- Erster Preis beim internationalen Kunstwettbewerb „Soldat und Hobby“ für seine Plastik „Die Traubenesserin“, 1974

## Ausstellungen
- Retrospektive im Acherner Bürgersaal, 1981
- „Walter Gerteis – ein anerkannter Künstler gerät in Vergessenheit“, 6. April bis 29. April 2011 in der Volksbank Achern, anlässlich seines 90. Geburtstags